# AOE-51 소양
소양함은 대한민국 해군의 군수지원함이다.

## 이름의 유래
강원도에 있는 소양강에서 이름을 따왔다.

## 진수식
2018년 9월 18일, 대한민국 해군의 신형 군수지원함(AOE-II) 첫 번째 함정인 소양함이 진수식을 가졌다.

## 상세
한국 해군 최초의 10,000톤 급 군수지원함이다.